# Psychotria dubia
Psychotria dubia là một loài thực vật có hoa trong họ Thiến thảo. Loài này được (Wight) Alston miêu tả khoa học đầu tiên năm 1931.